# Schistocarpaea
Schistocarpaea es un género monotípico de arbusto de la familia Rhamnaceae. Su única especie, Schistocarpaea johnsonii F.Muell., es originaria de Australia.

## Descripción
Es un arbusto que alcanza un tamaño de 30 cm de altura. La lámina de la hoja es de 7.5-17 x 2-5,5 cm, mucho más pálida en el envés. La nervadura central deprimida en la superficie superior y el peciolo acanalado en la superficie superior. Las estípulas disminuyendo gradualmente hacia un punto en el ápice. Tiene olor a linimento débil en las ramitas recién cortadas. Las inflorescencias son más cortas que las hojas.

## Taxonomía
Schistocarpaea johnsonii fue descrito por Ferdinand von Mueller y publicado en Victorian Naturalist; Journal and Magazine of the Field naturalist's Club of Victoria 7: 183, en el año 1891. La especie tipo es: Alphitonia excelsa (Fenzl) Reissek ex Benth.  
Sinonimia
- Alphitonia emmenosperma F.Muell.[4]